# مايك رايلي
مايك رايلي (بالإنجليزية: Mike Riley)‏ ، حكم كرة قدم إنجليزي.
حكم في كأس الأمم الأوروبية لكرة القدم 2004. ولد في 17 ديسمبر 1964 في ليدز.

## روابط خارجية
- مايك رايلي على موقع Soccerway.com (الإنجليزية)